# Egy amerikai Párizsban (zenemű)
Az Egy amerikai Párizsban (An American in Paris) George Gershwin amerikai zeneszerző szimfonikus műve, egyike a szerző legismertebb alkotásainak. Az 1920-as évek Párizsának hangulatát bemutató darab a New York-i Filharmonikusok 1928-as felkérésére Gershwin párizsi tartózkodása során született, de a művet már New Yorkban fejezte be. A világpremier 1928 december 13-án volt a New York-i Carnegie Hallban, a New York-i Filharmonikusokat Walter Damrosch vezényelte.

## A mű születése
George Gershwin 1928-ban utazott Párizsba, azzal a céllal, hogy az ottani neves zenei személyiségektől tanuljon, mélyítse zenei tudását. Először Nadia Boulanger-nél próbálkozott, majd állítólag Maurice Ravelnél és Igor Stravinskynél is járt – sikertelenül. Pedig Gershwin nem volt ismeretlen Párizsban (nem is először járt itt), sikeres hangversenyeket adott, az F-dúr zongoraversenyét játszotta, egyéb koncerteken pedig más művészek adták elő a Rhapsody in Blue-t, sőt ennek még a balett változatát is bemutatták. Ugyanakkor különböző fogadásokon megismerte Milhaud-t, Prokofjevet és másokat. Párizs igazi világváros volt, a kor művészeti életének a központja. Gershwint elbűvölte a város légköre, benyomásait zenébe öntötte. A zongorakivonattal még Párizsban elkészült, de igazi terve egy zenekari mű megírása volt. Ez a terv már tulajdonképpen első, 1923-as párizsi útja óta foglalkoztatta.
Hazatérve nekilátott a hangszerelésnek, amivel novemberre készült el. Az új műről így nyilatkozott a Musical America című lapnak: 
„Új művem szabadon komponált rapszódia-jellegű balett, a legmodernebb zene, amit ez ideig írtam. A nyitótétel Debussy és a Hatok modorában tipikusan francia stílusú – noha a témák mind eredetiek. Egy amerikai benyomásait igyekeztem visszaadni, amint Párizsban jár-kel, az utca zaját hallja, a francia légkört érzi.”
A darab bemutatója 1928. december 13-án volt New Yorkban, a Carnegie Hallban. A nagy sikerű előadáson Walter Damrosch vezényelte a New York-i Filharmonikusokat. A sikerre – és Gershwin elismertségére – jellemző, hogy nem sokkal később Arturo Toscanini is a műsorára tűzte a darabot.

## A zene
Gershwin nagy szimfonikus zenekarra írta a darabot: a vonóskaron kívül három fuvola, két oboa, angolkürt, három klarinét, két fagott, négy kürt, három trombita, három harsona, tuba, három szaxofon, változatos fajtájú ütőhangszerek és cseleszta vesz részt az előadásban, valamint megszólaltat autódudákat is.

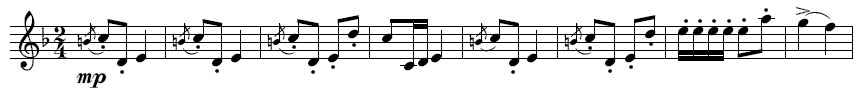
A sétatéma

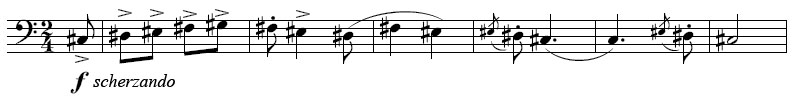
Párizs szórakoztató negyedének témája

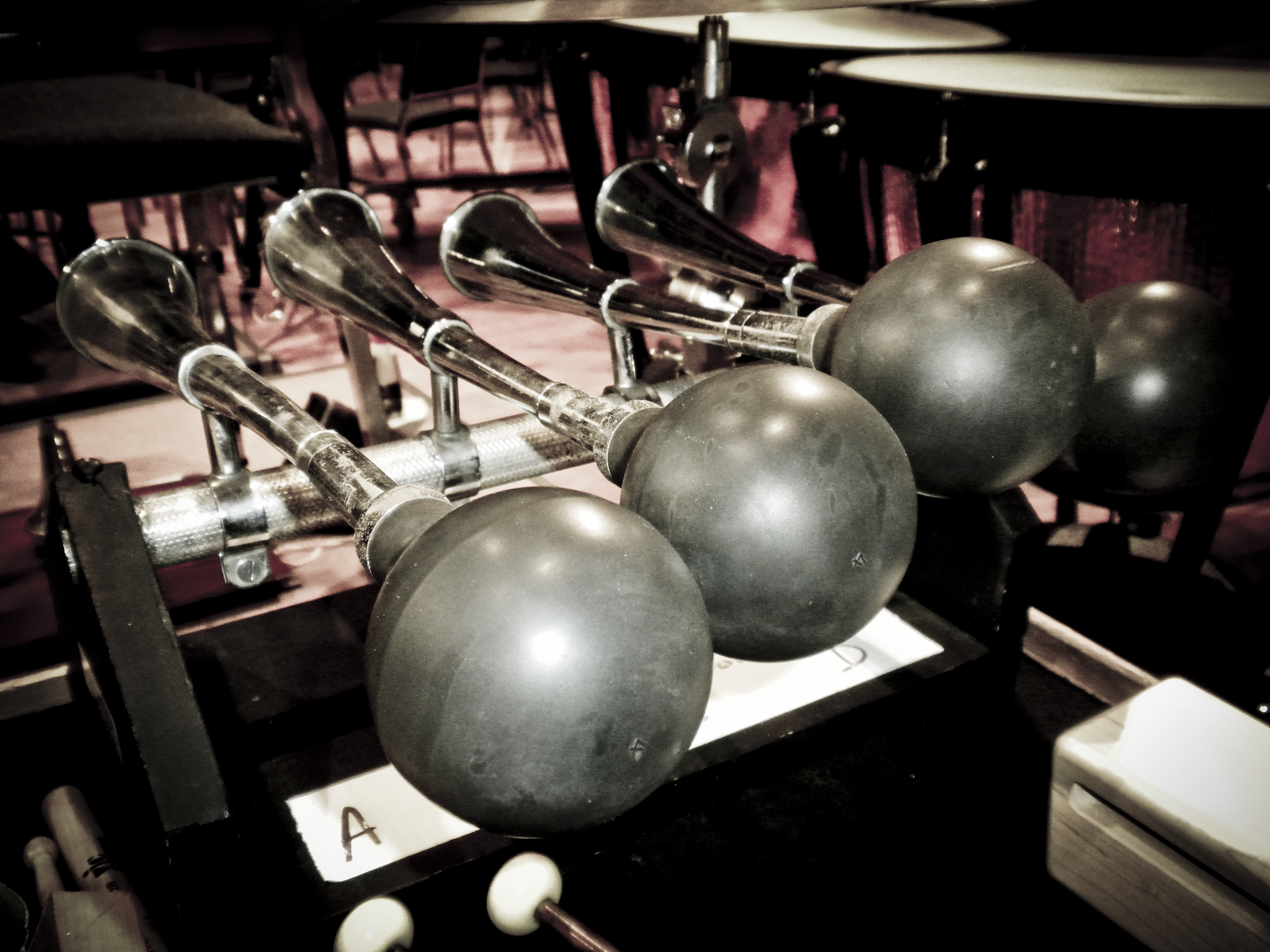
A darabban megszólaló autódudák

A zene tulajdonképpen háromtételesnek számít, e tételeket azonban szünet nélkül (attaca) kell játszani. A kezdő tétel (Allegretto gracioso) egy ún. sétatémával indul, amit a vonósok és az oboa mutat be, és rögtön érezteti Párizs légkörét. Nemsokára a világváros nagy forgalmát „láttatja” a zene: megszólalnak a jellegzetes autódudák (ezeket a gumilabdás dudákat Gershwin Párizsból vitette Amerikába a bemutatóra), amelyeknek a zenében való alkalmazása – akkoriban – forradalmi ötletnek számított. A „főútvonal” után a szórakoztató negyedbe érünk: a music-hallok zenéje szólal meg. Ezt követően megint egy sétamotívum következik, aztán a ritmus és a dinamika fokozódik. Ismét megszólalnak az autódudák, majd hirtelen megtorpan a zene: egy szólóhegedű finom, kissé bizonytalan dallama vezet át a második tételbe. A második rész (Andante ma con ritmo deciso) „döcögős” jellegű vonós pizzicatókkal kezdődik, amik a trombita jellegzetes bluestémáját készítik elő. Ez a téma – nem titkoltan – a sétáló amerikai honvágyára utal. Később egy dzsesszes elem, a blue-note színesíti a zene menetét. Gershwin variálja, alakítja a témát, aminek során az fokozatosan örömdallammá erősödik, hogy hirtelen ismét megtörjön, s mint az előző rész végén, itt is a szólóhegedű hangja vezet át a harmadik tételbe (Allegro). Remek charlestondallam szólal meg trombitán, majd a zenekar egyre erőteljesebben kapcsolódik be, és hamarosan visszatér a bluesdallam. Gershwin előveszi az első tétel jellegzetes dallamait: a promenádtémát, az utcai zene motívumait. A Gershwinre oly jellemző zenei megtorpanás itt is bekövetkezik a záró presto előtt, majd hatásos lezárással lesz vége a műnek.

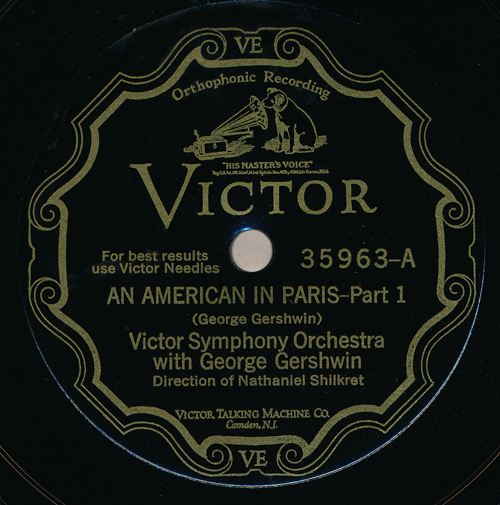
Az első lemezfelvétel az RCA Victor égisze alatt (1929) készült, a karmester Nathaniel Shilkret

## Lemezfelvételek
Az első lemezfelvétel 1929-ben az RCA Victor égisze alatt született, az RCA Victor Szimfonikus Zenekarát Nathaniel Shilkret vezényelte. A felvétel Gershwin jelenlétében készült, a cseleszta szólót maga a szerző játszotta. A felvételen a taxidudák - a jelenleg ismert előadásoktól eltérően - Gershwin eredeti intenciói szerint Asz, B, D5 és A4 magasságban szólaltak meg.

## A film
Gershwin zenéjének felhasználásával Vincent Minelli készített filmet azonos címmel, ami a filmtörténet egyik legsikeresebb musicalje lett. Főszereplői Gene Kelly, Leslie Caron és Oscar Levant voltak. A filmet 1951-ben mutatták be, és 1952-ben hat Oscar-díjat kapott (a film, a forgatókönyvíró, az operatőr, a díszlettervező, a zeneszerző, a ruhatervező), Gene Kelly pedig tiszteletbeli Oscar-díjat kapott.